# シャーロック・ホームズ (1922年の映画)

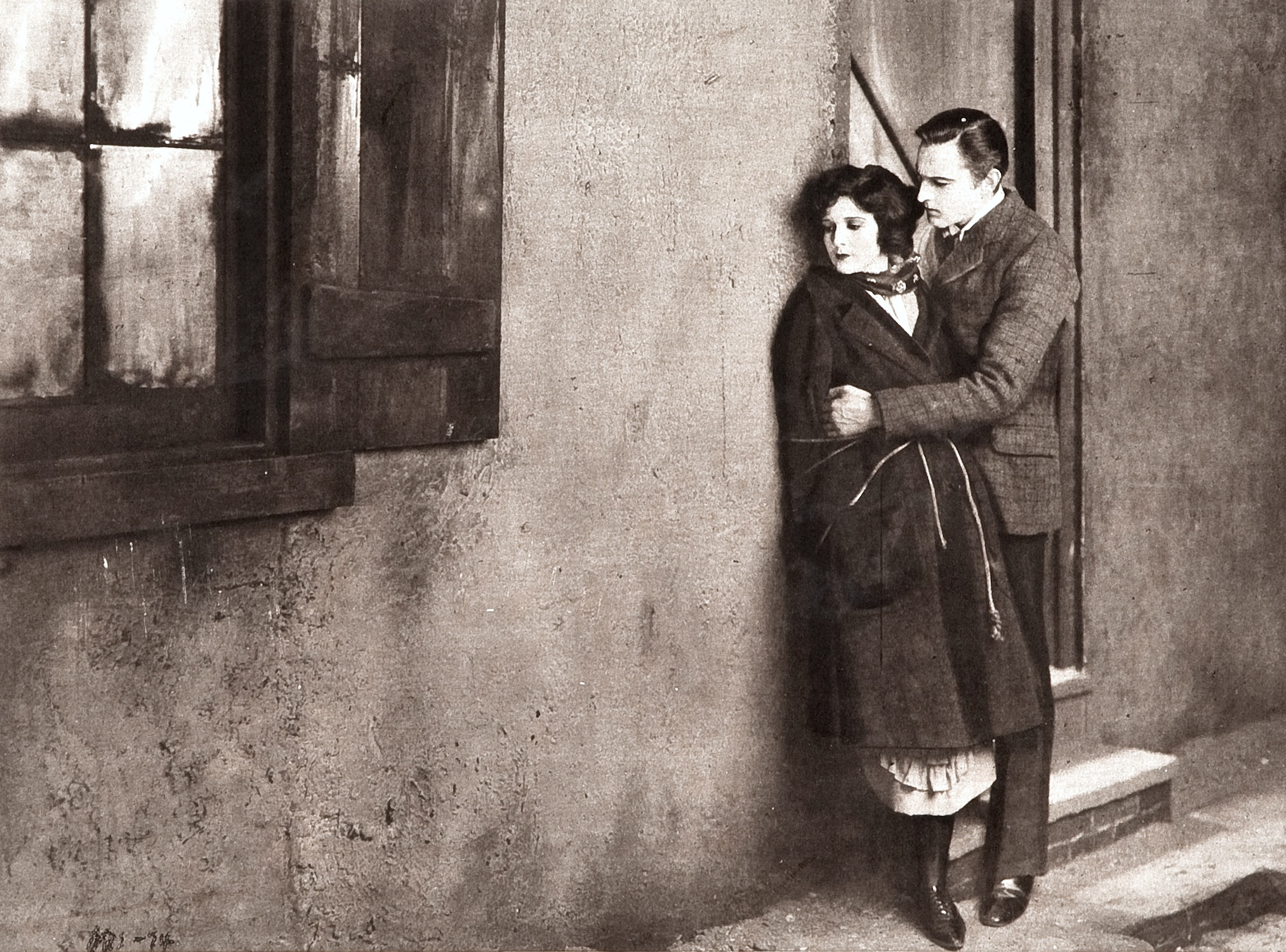
映画の1シーンから

『シャーロック・ホームズ』（英: Sherlock Holmes、イギリスでは "Moriarty"（モリアーティ）としてリリース）は、1922年にアメリカ合衆国で制作されたサイレント映画・ミステリ映画・ドラマ映画で、シャーロック・ホームズをジョン・バリモア、ジョン・H・ワトスンをローランド・ヤングが演じた。
この映画はウィリアム・パウエル（クレジットはウィリアム・H・パウエル）とローランド・ヤングの銀幕デビュー作となり、アルバート・パーカーが監督、アール・ブラウンとマリオン・フェアファックスが脚本を務め、ウィリアム・ジレットが書いた1899年の同名戯曲を元に、ゴールドウィン・ピクチャーズが制作した。映画は長らく「失われた映画」と考えられてきたが、1970年代半ばに再発見され、ジョージ・イーストマン博物館で復元された。

## あらすじ
ケンブリッジ大学で学ぶアレクシス王子（演：レジナルド・デニー）は運動場の資金を盗んだ罪で糾弾される。彼の友人であるワトスン（演：ローランド・ヤング）は、同級生のシャーロック・ホームズ（演：ジョン・バリモア）に助けを求めてみてはどうかと提案する。一方のホームズは、田舎で観察眼を磨いている間に転んで気絶する。通りかかったアリス・フォークナー（演：キャロル・デンプスター）が彼を助け、ホームズは大喜びする。
事件を引き受けたホームズは、すぐにフォーマン・ウェルズ（演：ウィリアム・H・パウエル）に疑いを掛ける。やがてウェルズは、モリアーティ（演：グスタフ・フォン・セイファーティッツ）の手から逃れるため金を盗んだのだと告白した。実のところウェルズは、後々の計画のため身なりを整えて送り込まれた犯罪人の息子だった。興味を引かれたホームズはモリアーティと直接会い、図々しくもモリアーティを調査したいと頼み込むが、当然のように彼は協力を拒む。ホームズはワトスンに対し、モリアーティを止めることこそ人生の目標になったと知らせる。
一方、アレクシスのおじであるフォン・シュタルブルク伯爵（演：デイヴィッド・トレンス）が、彼の兄弟2人が「自動車事故」で殺されたというニュースを携えてやって来る。アレクシスは皇太子となり、アリスの姉妹であるローズ・フォークナーと結婚できなくなる。心破れたローズは自殺する。
数年が経ち、ホームズはスコットランド・ヤードが手こずった難事件を解決したことで新聞紙に絶賛されるまでになっていた。ホームズはアリス・フォークナーの居場所を突き止めることに失敗していたが、再び2人の人生が交差するようになる。モリアーティは恐喝の種として、アレクシス王子がローズ・フォークナーへ送った恋文を探し求めていた。彼は困窮していたアリスを、「G・ネヴィル・チェトウッド」という人物の秘書として雇うが、チェトウッドの正体は、モリアーティの子分ジェイムズ・ララビー（演：アンダース・ランドルフ）であった。アレクシス王子がホームズに事件を依頼すると、ローズの死には王子の責任があると考えていたホームズはこれを断るが、アリスが関係していると知ったことから考えを翻す。
ホームズはフォーマン・ウェルズを、ララビー家の新しい執事として潜入させる。策を講じたホームズは、アリスから手紙の隠し所を聞き出すが、ローズの敵討ちとしてアリスが手紙を出版しようとしていると知りながら、ホームズは奇妙にも1度手に入れた手紙をアリスへ返却する。彼はワトスンに対し、手紙がモリアーティをねぐらの外へ誘き出すおとりになるだろうと述べる。
モリアーティは、ホームズの絶え間ない追跡により自身が地下深くへと追い詰められていくことに不満を抱いていた。彼はアリスを、他人の始末に使っていた「ガス室」(a "gas chamber") へと連れて行く。ホームズは罠に掛かったと知りながら、何とかしてアリスを助け出す。
モリアーティはその後、宿敵を殺すため巨大組織を編成し、ホームズはこの挑戦を受けて立つ。モリアーティの子分は多くが警察に逮捕され、彼自身も変装して仕事をしようとしたところでホームズに確保される。最終的にホームズは、アリスとのハネムーン計画を立て始める。

## キャスト
- ジョン・バリモア - シャーロック・ホームズ
- ローランド・ヤング（英語版） - ジョン・H・ワトスン[7]
- キャロル・デンプスター（英語版） - アリス・フォークナー
- グスタフ・フォン・セイファーティッツ - ジェームズ・モリアーティ
- ルイス・ウォルハイム - クレイギン
- パーシー・ナイト (Percy Knight) - シド・ジョーンズ
- ウィリアム・H・パウエル[8] - フォーマン・ウェルズ
- ヘッダ・ホッパー - マッジ・ララビー
- ペギー・ベイフィールド (Peggy Bayfield) - ローズ・フォークナー
- マーガレット・ケンプ (Margaret Kemp) - テリーゼ
- アンダース・ランドルフ（英語版） - ジェイムズ・ララビー
- ロバート・スキャブル（イタリア語版） - アルフ・バシック (Alf Bassick)
- レジナルド・デニー - アレクシス王子
- デイヴィッド・トレンス（英語版） - フォン・シュタルブルク伯爵 (Count von Stalburg)
- ロバート・フィッシャー (Robert Fischer) - オットー（王子の従者、実はモリアーティの子分）
- ラムズデン・ヘア（英語版） - レイトン医師
- ジェリー・デヴァイン (Jerry Devine) - ビリー
- ジョン・ウィラード（英語版）[9] - グレグスン警部
- ウォルター・キングスフォード（英語版） - アパートのガンマン（クレジット無し）

## 再発見と復元
ジョージ・イーストマン博物館所蔵のフィルムは、ケヴィン・ブラウンローとウィリアム・K・エヴァーソンが手掛けた復元作業に基づいており（計画の初期には、80代後半になっていたアルバート・パーカー自身が手を貸した）、2001年にイーストマン博物館が行った再復元作業で、その後新たに見つかった断片を加えたものである。1975年に行われた最初の復元作業についてエヴァーソンは、利用できる素材を、通して観られる形に再編成するのは途方も無い仕事だったとし、「数年前、この映画の現存する素材は全て何巻ものネガでしかなく、どのテイクも——どの場面も、ではなくどの『テイク』も——順不同に並んでいて、これに手がかりとしてフラッシュタイトルが付いている状態だった。[中略]そして脚本は多くの点で戯曲と異なっており、これが全てをまとめる作業を一層困難にした」と述べている。

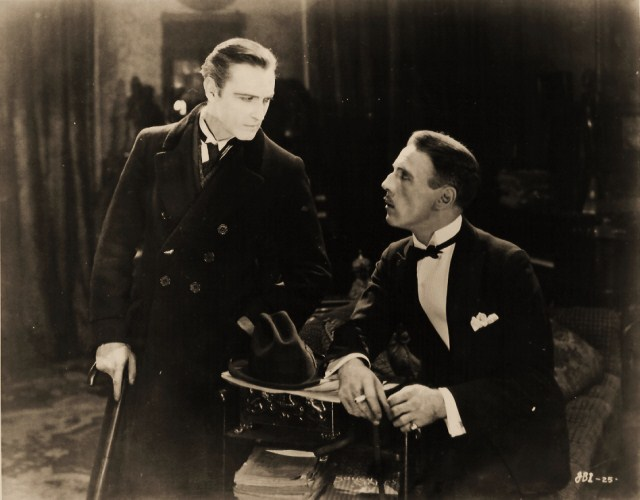
ジョン・バリモアとローランド・ヤング

2001年の復元作業後、このフィルムは2009年にキノ・インターナショナルからDVDとして発売されたが、現在でも26分あまりの映像が行方不明のままである。キノ・インターナショナルは、2011年12月にBlu-ray Disc版を発売した。